# Nippononeta obliqua
Nippononeta obliqua là một loài nhện trong họ Linyphiidae.
Loài này thuộc chi Nippononeta. Nippononeta obliqua được Ryoji Oi miêu tả năm 1960.